# NGC 1633
NGC 1633 (другие обозначения — UGC 3125, MCG 1-12-14, ZWG 419.23, KCPG 101A, PGC 15774) — спиральная галактика с перемычкой, находящаяся в созвездии Телец. Открыта Гершелем в 1798 году.
Этот объект входит в число перечисленных в оригинальной редакции «Нового общего каталога».
Галактика составляет пару с эллиптической галактикой NGC 1634, находящейся на расстоянии 39 угловых секунд, вместе с ней входит в состав скопления галактик Abell 539 . В 2010 на периферии галактики вспыхнула сверхновая SN 2010kg типа Ia.
Галактика NGC 1633 входит в состав группы галактик NGC 1762. Помимо NGC 1633 в группу также входят ещё 26 галактик.